# Seznam dílů seriálu Goldbergovi
Toto je seznam dílů seriálu Goldbergovi. Americký komediální televizní seriál Goldbergovi měl premiéru 24. září 2013 na stanici ABC.

## Přehled řad
| Řada | Díly | Premiéra v USA | Premiéra v USA  | Nielsenovy ratingy | Nielsenovy ratingy                     |
| Řada | Díly | První díl      | Poslední díl    | Rating řady        | Sledovanost v USA (v milionech diváků) |
| ---- | ---- | -------------- | --------------- | ------------------ | -------------------------------------- |
| 1    | 23   | 24. září 2013  | 13. května 2014 | 76                 | 6,20                                   |
| 2    | 24   | 24. září 2014  | 13. května 2015 | 57                 | 8,37                                   |
| 3    | 24   | 23. září 2015  | 18. května 2016 | 57                 | 7,62                                   |
| 4    | 24   | 21. září 2016  | 17. května 2017 | 54                 | 6,97                                   |
| 5    | 22   | 27. září 2017  | 16. května 2018 | 66                 | 6,26                                   |
| 6    | 23   | 26. září 2018  | 8. května 2019  | 74                 | 5,74                                   |
| 7    | 23   | 25. září 2019  | 13. května 2020 | 67                 | 5,31                                   |
| 8    | 22   | 21. října 2020 | 19. května 2021 | 69                 | 4,37                                   |
| 9    | 22   | 22. září 2021  | 18. května 2022 | 64                 | 3,92                                   |
| 10   | 22   | 21. září 2022  | 3. května 2023  | 74                 | 3,12                                   |

## Seznam dílů

### První řada (2013–2014)
| Č. v seriálu | Č. v řadě | Původní název                   | Režie                | Scénář                             | Premiéra v USA     |
| ------------ | --------- | ------------------------------- | -------------------- | ---------------------------------- | ------------------ |
| 1            | 1         | Pilot                           | Seth Gordon          | Adam F. Goldberg                   | 24. září 2013      |
| 2            | 2         | Daddy Daughter Day              | Seth Gordon          | Adam F. Goldberg                   | 1. října 2013      |
| 3            | 3         | Mini Murray                     | Troy Miller          | Alex Barnow & Marc Firek           | 8. října 2013      |
| 4            | 4         | Why're You Hitting Yourself?    | Jason Ensler         | Sally Bradford                     | 15. října 2013     |
| 5            | 5         | The Ring                        | Seth Gordon          | Matt Tarses                        | 22. října 2013     |
| 6            | 6         | Who Are You Going to Telephone? | Victor Nelli         | Chris Bishop                       | 29. října 2013     |
| 7            | 7         | Call Me When You Get There      | Michael Patrick Jann | Michael J. Weithorn                | 5. listopadu 2013  |
| 8            | 8         | The Kremps                      | Victor Nelli         | Darlene Hunt                       | 12. listopadu 2013 |
| 9            | 9         | Stop Arguing and Start Thanking | Matt Sohn            | Lew Schneider                      | 19. listopadu 2013 |
| 10           | 10        | Shopping                        | David Katzenberg     | Niki Schwartz-Wright               | 3. prosince 2013   |
| 11           | 11        | Kara-te                         | Seth Gordon          | Andrew Secunda                     | 10. prosince 2013  |
| 12           | 12        | You're Under Foot               | Seth Gordon          | Michael J. Weithorn                | 7. ledna 2014      |
| 13           | 13        | The Other Smother               | Michael Patrick Jann | Stacey Harmon                      | 14. ledna 2014     |
| 14           | 14        | You Opened the Door             | David Katzenberg     | Alex Barnow a Marc Firek           | 21. ledna 2014     |
| 15           | 15        | Muscles Mirsky                  | Claire Scanlon       | Matt Tarses                        | 4. února 2014      |
| 16           | 16        | Goldbergs Never Say Die!        | David Katzenberg     | Adam F. Goldberg a Aaron Kaczander | 4. března 2014     |
| 17           | 17        | Lame Gretzky                    | David Katzenberg     | Chris Bishop                       | 11. března 2014    |
| 18           | 18        | For Your Own Good               | Victor Nelli         | Niki Schwartz-Wright               | 18. března 2014    |
| 19           | 19        | The President's Fitness Test    | Victor Nelli         | Chris Bishop a Aaron Kaczander     | 1. dubna 2014      |
| 20           | 20        | You're Not Invited              | Michael Patrick Jann | Lew Schneider                      | 8. dubna 2014      |
| 21           | 21        | The Age of Darkness             | Roger Kumble         | Stacy Harman & Andrew Secunda      | 29. dubna 2014     |
| 22           | 22        | A Wrestler Named Goldberg       | Ken Marino           | Sally Bradford a Vanessa McCarthy  | 6. května 2014     |
| 23           | 23        | Livin' on a Prayer              | Claire Scanlon       | Chris Bishop a Adam F. Goldberg    | 13. května 2014    |

### Druhá řada (2014–2015)
| Č. v seriálu | Č. v řadě | Původní název                        | Režie             | Scénář                              | Premiéra v USA     |
| ------------ | --------- | ------------------------------------ | ----------------- | ----------------------------------- | ------------------ |
| 24           | 1         | Love is a Mixtape                    | Seth Gordon       | Alex Barnow                         | 24. září 2014      |
| 25           | 2         | Mama Drama                           | David Katzenberg  | Marc Firek a Susan Cinoman          | 1. října 2014      |
| 26           | 3         | The Facts of Bleeping Life           | Fred Savage       | Chris Bishop a Adam F. Goldberg     | 8. října 2014      |
| 27           | 4         | Shall We Play a Game?                | David Katzenberg  | Niki Schwartz-Wright a Mac Marshall | 22. října 2014     |
| 28           | 5         | Family Takes Care of Beverly         | Claire Scanlon    | Lew Schneider                       | 29. října 2014     |
| 29           | 6         | Big Baby Ball                        | David Katzenberg  | Marc Firek                          | 12. listopadu 2014 |
| 30           | 7         | A Goldberg Thanksgiving              | Jay Chandrasekhar | Chris Bishop                        | 19. listopadu 2014 |
| 31           | 8         | I Rode a Hoverboard                  | Victor Nelli Jr.  | Robia Rashad                        | 3. února 2014      |
| 32           | 9         | The Most Handsome Boy on the Planete | David Katzenberg  | Matt Tarses                         | 10. prosince 2014  |
| 33           | 10        | DannyDonnieJoeyJonJordan             | David Katzenberg  | Steve Basilone a Annie Mebane       | 7. ledna 2015      |
| 34           | 11        | The Darryl Dawkins Dance             | Jay Chandrasekhar | Steve Basilone a Annie Mebane       | 14. ledna 2015     |
| 35           | 12        | Cowboy Country                       | David Katzenberg  | Stacey Harman                       | 11. února 2015     |
| 36           | 13        | Van People                           | Victor Nelli Jr.  | Alex Barnow                         | 18. února 2015     |
| 37           | 14        | Barry Goldberg's Day Off             | David Katzenberg  | Adam F. Goldberg                    | 25. února 2015     |
| 38           | 15        | Happy Mom, Happy Life                | Claire Scanlon    | Andrew Secunda                      | 4. března 2015     |
| 39           | 16        | The Lost Boy                         | David Katzenberg  | Josh Goldsmith a Cathy Yuspa        | 25. března 2015    |
| 40           | 17        | The Adam Bomb                        | Lew Schneider     | Chris Bishop                        | 1. dubna 2015      |
| 41           | 18        | I Drank the Mold!                    | Jon Corn          | Aaron Kaczander                     | 8. dubna 2015      |
| 42           | 19        | La Biblioteca Es Libros              | David Katzenberg  | Marc Firek                          | 15. dubna 2015     |
| 43           | 20        | Just Say No                          | Victor Nelli Jr.  | Niki Schwartz-Wright                | 15. dubna 2015     |
| 44           | 21        | As You Wish                          | David Katzenberg  | Alex Barnow                         | 22. dubna 2014     |
| 45           | 22        | Dance Party USA                      | David Katzenberg  | Andrew Secunda a Evan Turner        | 29. dubna 2015     |
| 46           | 23        | Bill/Murray                          | David Katzenberg  | Chris Bishop a Josh Goldsmith       | 6. května 2015     |
| 47           | 24        | Goldbergs Feel Hard                  | David Katzenberg  | Adam F. Goldberg                    | 13. května 2015    |

### Třetí řada (2015–2016)
| Č. v seriálu | Č. v řadě | Původní název                    | Režie                | Scénář                               | Premiéra v USA     |
| ------------ | --------- | -------------------------------- | -------------------- | ------------------------------------ | ------------------ |
| 48           | 1         | A Kick-Ass Risky Business Party  | Seth Gordon          | Chris Bishop                         | 23. září 2014      |
| 49           | 2         | A Chorus Lie                     | David Katzenberg     | Marc Firek                           | 30. září 2015      |
| 50           | 3         | Jimmy 5 is Alive                 | Lew Schneider        | Alex Barnow                          | 7. října 2015      |
| 51           | 4         | I Caddyshacked the Pool          | David Katzenberg     | Steve Basilone a Annie Mebane        | 14. října 2015     |
| 52           | 5         | Boy Barr                         | David Katzenberg     | David Guarascio                      | 21. října 2015     |
| 53           | 6         | Couples Costume                  | Jay Chandrasekhar    | Andy Secunda                         | 28. října 2015     |
| 54           | 7         | Lucky                            | David Katzenberg     | Marc Firek                           | 11. listopadu 2015 |
| 55           | 8         | In Conclusion, Thanksgiving      | Jay Chandrasekhar    | Dan Levy                             | 18. listopadu 2015 |
| 56           | 9         | Wingmom                          | David Katzenberg     | Lew Schneider a Marty Abbe-Schneider | 2. prosince 2015   |
| 57           | 10        | A Christmas Story                | Lew Schneider        | Lacey Marisa Friedman                | 9. prosince 2015   |
| 58           | 11        | The Tasty Boys                   | Christine Gernon     | Steve Basilone a Annie Mebane        | 6. ledna 2016      |
| 59           | 12        | Baio and Switch                  | David Katzenberg     | Alex Barnow                          | 13. ledna 2016     |
| 60           | 13        | Double Dare                      | David Katzenberg     | Chris Bishop                         | 20. ledna 2016     |
| 61           | 14        | Lainey Loves Lionel              | Jay Chandrasekhar    | Josef Adalian a David Guarascio      | 10. února 2016     |
| 62           | 15        | Weird Al                         | Jay Chandrasekhar    | Lauren Bans                          | 17. února 2016     |
| 63           | 16        | Edward 'Eddie the Eagle' Edwards | Jonathan Corn        | Dan Levy                             | 24. února 2016     |
| 64           | 17        | The Dirty Dancing Dance          | David Katzenberg     | Adam F. Goldberg a David Guarascio   | 2. března 2016     |
| 65           | 18        | 12 Tapes for a Penny             | David Katzenberg     | Steve Basilone a Annie Mebane        | 16. března 2016    |
| 66           | 19        | Magic Is Real                    | Jay Chandrasekhar    | Marc Firek a Kerri Doherty           | 23. března 2016    |
| 67           | 20        | Dungeons and Dragons, Anyone?    | David Katzenberg     | Andrew Secunda                       | 6. dubna 2016      |
| 68           | 21        | Rush                             | Beth McCarthy-Miller | Alex Barnow                          | 13. dubna 2016     |
| 69           | 22        | Smother's Day                    | David Katzenberg     | Marc Firek a Chris Bishop            | 4. května 2016     |
| 70           | 23        | Big Orange                       | David Katzenberg     | Rob Lieber                           | 11. května 2016    |
| 71           | 24        | Have a Summer                    | David Katzenberg     | Adam F. Goldberg a Chris Bishop      | 18. května 2016    |

### Čtvrtá řada (2016–2017)
| Č. v seriálu | Č. v řadě | Původní název                      | Režie             | Scénář                          | Premiéra v USA     |
| ------------ | --------- | ---------------------------------- | ----------------- | ------------------------------- | ------------------ |
| 72           | 1         | Breakfast Club                     | David Katzenberg  | Marc Firek                      | 21. září 2016      |
| 73           | 2         | I Heart Video Dating               | Peter Ellis       | Alex Barnow                     | 28. září 2016      |
| 74           | 3         | George! George Glass!              | Joanna Kerns      | Aaron Kaczander                 | 5. října 2016      |
| 75           | 4         | Crazy Calls                        | Lew Schneider     | Steve Basilone                  | 12. října 2016     |
| 76           | 5         | Stefan King                        | David Katzenberg  | Chris Bishop                    | 26. října 2016     |
| 77           | 6         | Recipe for Death II: Kiss the Cook | Lew Schneider     | Brian Hennelly                  | 9. listopadu 2016  |
| 78           | 7         | Ho-ly K.I.T.T.                     | Lea Thompson      | Andrew Secunda                  | 16. listopadu 2016 |
| 79           | 8         | The Greatest Musical Ever Written  | Lew Schneider     | Annie Mebane                    | 30. listopadu 2016 |
| 80           | 9         | Globetrotters                      | Richie Keen       | Adam Armus                      | 7. prosince 2016   |
| 81           | 10        | Han Ukkah Solo                     | Joanna Kerns      | Dan Levy                        | 14. prosince 2016  |
| 82           | 11        | O Captain! My Captain!             | Richie Keen       | Marc Firek                      | 4. ledna 2017      |
| 83           | 12        | Snow Day                           | Victor Nelli, Jr. | Lauren Bans                     | 11. ledna 2017     |
| 84           | 13        | Agassi                             | David Katzenberg  | Chris Bishop                    | 8. února 2017      |
| 85           | 14        | The Spencer's Gift                 | Jay Chandrasekhar | Alex Barnow                     | 15. února 2017     |
| 86           | 15        | So Swayze It’s Crazy               | Jay Chandrasekhar | Lacey Friedman                  | 22. února 2017     |
| 87           | 16        | The Kara-te Kid                    | Anton Cropper     | Adam F. Golberg                 | 1. března 2017     |
| 88           | 17        | Deadheads                          | Jason Blount      | Adam Armus                      | 8. března 2017     |
| 89           | 18        | Baré                               | Jay Chandrasekhar | Steve Basilone                  | 15. března 2017    |
| 90           | 19        | A Night to Remember                | Lew Schneider     | Chris Bishop                    | 29. března 2017    |
| 91           | 20        | The Dynamic Duo                    | Kevin Smith       | Andrew Secunda                  | 5. dubna 2017      |
| 92           | 21        | Fonzie Scheme                      | Jude Weng         | Matt Mira & Erik Weiner         | 26. dubna 2017     |
| 93           | 22        | The Day After the Day After        | Jay Chandrasekhar | Alex Barnow                     | 3. května 2017     |
| 94           | 23        | Jedi Master Adam Skywalker         | Lew Schneider     | Dan Levy                        | 10. května 2017    |
| 95           | 24        | Graduation Day                     | Kevin Smith       | Matthew Edsall a Hans Rodionoff | 17. května 2017    |

### Pátá řada (2017–2018)
| Č. v seriálu | Č. v řadě | Původní název                 | Režie             | Scénář                                      | Premiéra v USA     |
| ------------ | --------- | ----------------------------- | ----------------- | ------------------------------------------- | ------------------ |
| 96           | 1         | Weird Science                 | David Katzenberg  | Chris Bishop                                | 27. září 2017      |
| 97           | 2         | Hogan Is My Grandfather       | Lew Schneider     | Marc Firek                                  | 4. října 2017      |
| 98           | 3         | Goldberg on The Goldbergs     | David Katzenberg  | David Guarascio                             | 11. října 2017     |
| 99           | 4         | Revenge o' the Nerds          | David Katzenberg  | Jennifer Irwin                              | 18. října 2017     |
| 100          | 5         | Jackie Likes Star Trek        | Lea Thompson      | Andrew Secunda                              | 25. října 2017     |
| 101          | 6         | Girl Talk                     | Jay Chandrasekhar | Steve Basilone                              | 1. listopadu 2017  |
| 102          | 7         | A Wall Street Thanksgiving    | Lew Schneider     | Lauren Bans                                 | 15. listopadu 2017 |
| 103          | 8         | The Circle of Driving Again   | Lew Schneider     | Alex Barnow                                 | 29. listopadu 2017 |
| 104          | 9         | Parents Just Don't Understand | David Katzenberg  | Dan Levy                                    | 6. prosince 2017   |
| 105          | 10        | We Didn't Start the Fire      | Jay Chandrasekhar | Daisy Gardner                               | 13. prosince 2017  |
| 106          | 11        | The Goldberg Girls            | Lea Thompson      | Marc Firek                                  | 3. ledna 2018      |
| 107          | 12        | Dinner with the Goldbergs     | Joanna Kerns      | Andy Secunda                                | 10. ledna 2018     |
| 108          | 13        | The Hooters                   | Lew Schneider     | Brian Hennelly                              | 17. ledna 2018     |
| –            | –         | The Goldbergs: 1990-Something | Jay Chandrasekhar | Marc Firek a Adam F. Goldberg               | 24. ledna 2018     |
| 109          | 14        | Hail Barry                    | Melissa Joan Hart | David Guarascio                             | 28. února 2018     |
| 110          | 15        | Adam Spielberg                | David Katzenberg  | Steve Basilone a Adam F. Goldberg           | 7. března 2018     |
| 111          | 16        | The Scrunchie Rule            | David Katzenberg  | Chris Bishop                                | 21. března 2018    |
| 112          | 17        | Colors                        | Jay Chandrasekhar | Annie Mebane                                | 28. března 2018    |
| 113          | 18        | MTV Spring Break              | Jay Chandrasekhar | Matt Mira                                   | 4. dubna 2018      |
| 114          | 19        | Flashy Little Flashdancer     | Jason Blount      | Erik Weiner                                 | 11. dubna 2018     |
| 115          | 20        | The Opportunity of a Lifetime | Anton Cropper     | Alex Barnow                                 | 2. května 2018     |
| 116          | 21        | Spaceballs                    | Lew Schneider     | Aaron Kaczander                             | 9. května 2018     |
| 177          | 22        | Let's Val Kilmer This Car     | Lew Schneider     | Matthew Edsall, Adam Olsen a Hans Rodionoff | 16. května 2018    |

### Šestá řada (2018–2019)
| Č. v seriálu | Č. v řadě | Původní název                         | Režie             | Scénář                           | Premiéra v USA     |
| ------------ | --------- | ------------------------------------- | ----------------- | -------------------------------- | ------------------ |
| 118          | 1         | Sixteen Candles                       | Lew Schneider     | Alex Barnow                      | 26. září 2018      |
| 119          | 2         | You Got Zuko'd                        | Jason Blount      | David Guarascio                  | 3. října 2018      |
| 120          | 3         | RAD!                                  | Lew Schneider     | Dan Levy                         | 10. října 2018     |
| 121          | 4         | Hersheypark                           | Jay Chandrasekhar | Daisy Gardner                    | 17. října 2018     |
| 122          | 5         | Mister Knifey-Hands                   | Lew Schneider     | Andrew Secunda                   | 24. října 2018     |
| 123          | 6         | Fiddler                               | Jason Blount      | Chris Bishop                     | 31. října 2018     |
| 124          | 7         | Bohemian Rap City                     | Jay Chandrasekhar | Chris Bishop                     | 7. listopadu 2018  |
| 125          | 8         | The Living Room: A 100% True Story    | Lew Schneider     | Lauren Bans                      | 28. listopadu 2018 |
| 126          | 9         | Bachelor Party                        | Christine Lakin   | Mike Sikowitz                    | 5. prosince 2018   |
| 127          | 10        | Yippee Ki Yay Melon Farmer            | Richie Keen       | Aaron Kaczander                  | 12. prosince 2018  |
| 128          | 11        | The Wedding Singer                    | Lew Schneider     | Rachel Sweet                     | 9. ledna 2019      |
| 129          | 12        | The Pina Colada Episode               | Lea Thompson      | Erik Weiner                      | 16. ledna 2018     |
| 130          | 13        | I Coulda Been a Lawyer                | Jay Chandrasekhar | Steve Basilone                   | 23. ledna 2019     |
| 131          | 14        | Major League'd                        | Lea Thompson      | Alex Barnow                      | 30. ledna 2019     |
| 132          | 15        | My Valentine Boy                      | Lew Schneider     | Matt Mira                        | 13. února 2019     |
| 133          | 16        | There Can Be Only One Highlander Club | Lew Schneider     | Donielle Muransky a Alison Rich  | 20. února 2019     |
| 134          | 17        | Our Perfect Strangers                 | Kevin Smith       | Mike Sikowitz                    | 27. února 2018     |
| 135          | 18        | The Beverly Goldberg Cookbook         | Fred Savage       | Hans Rodionoff                   | 13. března 2018    |
| 136          | 19        | Eight-bit Goldbergs                   | Jay Chandrasekhar | Lauren Bans                      | 20. března 2018    |
| 137          | 20        | This is This is Spinal Tap            | Ryan Krayser      | Rachel Sweet a Adam Olsen        | 3. dubna 2018      |
| 138          | 21        | I Lost on Jeopardy                    | Lew Schneider     | Chris Bishop a Alex Barnow       | 10. dubna 2019     |
| 139          | 22        | Mom Trumps Willow                     | Vern Davidson     | Andrew Secunda                   | 1. května 2019     |
| 140          | 23        | Breakin'                              | Jason Blount      | Adam F. Goldberg a Susan Cinoman | 8. května 2019     |

### Sedmá řada (2019–2020)
| Č. v seriálu | Č. v řadě | Původní název                         | Režie                | Scénář                                                            | Premiéra v USA     |
| ------------ | --------- | ------------------------------------- | -------------------- | ----------------------------------------------------------------- | ------------------ |
| 141          | 1         | Vacation                              | Lew Schneider        | Alex Barnow a Chris Bishop                                        | 25. září 2019      |
| 142          | 2         | Dana's Back                           | Jay Chandrasekhar    | námět: Adam F. Goldberg a Mike Sikowitz scénář: Mike Sikowitz     | 2. října 2019      |
| 143          | 3         | Food in a Geofy                       | Lew Schneider        | námět: Adam F. Goldberg scénář: Matt Roller                       | 9. října 2019      |
| 144          | 4         | Animal House                          | Jay Chandrasekhar    | Bill Callahan                                                     | 16. října 2019     |
| 145          | 5         | Parents Thursday                      | Melissa Joan Hartová | námět: Aaron Kaczander scénář: Adam F. Goldberg a Aaron Kaczander | 23. října 2019     |
| 146          | 6         | A 100% True Ghost Story               | Christine Lakin      | námět: Adam F. Goldberg a Amy Mass scénář: Amy Mass               | 30. října 2019     |
| 147          | 7         | WrestleMania                          | Lew Schneider        | námět: Adam F. Goldberg a Erik Weiner scénář: Erik Weiner         | 6. listopadu 2019  |
| 148          | 8         | Angst-Giving                          | Melissa Joan Hart    | námět: Adam F. Goldberg scénář: Elizabeth Beckwith                | 20. listopadu 2019 |
| 149          | 9         | The Beverly Goldberg Cookbook: Part 2 | Lea Thompson         | námět: Adam F. Goldberg a Alison Rich scénář: Alison Rich         | 4. prosince 2019   |
| 150          | 10        | It's a Wonderful Life                 | Eric Dean Seaton     | námět: Adam F. Goldberg a Aadip Desai scénář: Aadip Desai         | 11. prosince 2019  |
| 151          | 11        | Pickleball                            | Lew Schneider        | námět: Adam F. Goldberg a Langan Kingsley scénář: Langan Kingsley | 15. ledna 2020     |
| 152          | 12        | Game Night                            | Nora Kirkpatrick     | námět: Adam F. Goldberg a Kristen Lange scénář: Kristen Lange     | 22. ledna 2020     |
| 153          | 13        | Geoff the Pleaser                     | Christine Lakin      | Mike Sikowitz                                                     | 29. ledna 2020     |
| 154          | 14        | Preventa Mode                         | Vern Davidson        | Bill Callahan                                                     | 12. února 2020     |
| 155          | 15        | Dave Kim's Party                      | Lew Schneider        | námět: Adam F. Goldberg a Matt Roller scénář: Matt Roller         | 19. února 2020     |
| 156          | 16        | Body Swap                             | Lew Schneider        | Marc Firek                                                        | 26. února 2020     |
| 157          | 17        | A Fish Story                          | Lew Schneider        | Amy Mass                                                          | 18. března 2020    |
| 158          | 18        | Schmoopie's Big Adventure             | Jason Blount         | Erik Weiner                                                       | 25. března 2020    |
| 159          | 19        | Island Time                           | Robert Cohen         | Annie Mebane                                                      | 1. dubna 2020      |
| 160          | 20        | The Return of the Formica King        | Lea Thompson         | Aaron Kaczander                                                   | 15. dubna 2020     |
| 161          | 21        | Oates & Oates                         | Lew Schneider        | Alex Barnow a Chris Bishop                                        | 22. dubna 2020     |
| 162          | 22        | The Fake-Up                           | Lew Schneider        | Alex Barnow a Chris Bishop                                        | 6. května 2020     |
| 163          | 23        | Pretty in Pink                        | Ryan Krayser         | Alex Barnow a Chris Bishop                                        | 13. května 2020    |

### Osmá řada (2020–2021)
| Č. v seriálu | Č. v řadě | Původní název                   | Režie                   | Scénář                                                        | Premiéra v USA     |
| ------------ | --------- | ------------------------------- | ----------------------- | ------------------------------------------------------------- | ------------------ |
| 164          | 1         | Airplane!                       | Eric Dean Seaton        | David Guarascio                                               | 21. října 2020     |
| 165          | 2         | The Prettiest Boy in School     | Lew Schneider           | Matt Roller                                                   | 21. října 2020     |
| 166          | 3         | It's All About Comptrol         | Lew Schneider           | Mike Sikowitz                                                 | 28. října 2020     |
| 167          | 4         | Bill's Wedding                  | Christine Lakin         | námět: Mike Sikowitz scénář: Alex Barnow a Chris Bishop       | 4. listopadu 2020  |
| 168          | 5         | Dee-Vorced                      | Lew Schneider           | námět: Bill Callahan a Adam F. Goldberg scénář: Bill Callahan | 18. listopadu 2020 |
| 169          | 6         | Eracism                         | Eric Dean Seaton        | Peter Dirksen a Jonathan Howard                               | 25. listopadu 2020 |
| 170          | 7         | Hanukkah On the Seas            | Jason Blount            | Annie Mebane                                                  | 2. prosince 2020   |
| 171          | 8         | Bevy's Big Murder Mystery Party | Lew Schneider           | Aaron Kaczander                                               | 13. ledna 2021     |
| 172          | 9         | Cocoon                          | Christine Lakin         | Elizabeth Beckwith                                            | 27. ledna 2021     |
| 173          | 10        | Geoff's New Hat                 | Lew Schneider           | Langan Kingsley                                               | 3. února 2021      |
| 174          | 11        | Quaker Warden                   | Vern Davidson           | Erik Weiner                                                   | 10. února 2021     |
| 175          | 12        | The Lasagna You Deserve         | Eric Dean Seaton        | Mike Sikowitz                                                 | 24. února 2021     |
| 176          | 13        | Mr. Ships Ahoy                  | Lew Schneider           | Matt Roller                                                   | 3. března 2021     |
| 177          | 14        | Love Triangle                   | Jay Chandrasekhar       | David Guarascio                                               | 24. března 2021    |
| 178          | 15        | Bever-lé                        | Lew Schneider           | Bill Callahan                                                 | 31. března 2021    |
| 179          | 16        | Couple Off                      | Lea Thompson            | Annie Mebane                                                  | 7. dubna 2021      |
| 180          | 17        | Who's Afraid of Brea Bee?       | Lew Schneider           | Peter Dirksen a Jonathan Howard                               | 14. dubna 2021     |
| 181          | 18        | The Dating Game                 | Ryan Krayser            | Vicky Castro                                                  | 21. dubna 2021     |
| 182          | 19        | Daddy Daughter Day 2            | Mary Lambert            | Aaron Kaczander a Erik Weiner                                 | 28. dubna 2021     |
| 183          | 20        | Poker Night                     | Lew Schneider           | Langan Kingsley a Elizabeth Beckwith                          | 5. května 2021     |
| 184          | 21        | Alligator Schwartz              | Nicole Treston Abranian | Dan Bailey                                                    | 12. května 2021    |
| 185          | 22        | The Proposal                    | Lew Schneider           | Alex Barnow a Chris Bishop                                    | 19. května 2021    |

### Devátá řada (2021–2022)
| Č. v seriálu | Č. v řadě | Původní název                                      | Režie                   | Scénář                          | Premiéra v USA     |
| ------------ | --------- | -------------------------------------------------- | ----------------------- | ------------------------------- | ------------------ |
| 186          | 1         | The Goldbergs' Excellent Adventure                 | Lew Schneider           | David Guarascio                 | 22. září 2021      |
| 187          | 2         | Horse Play                                         | Lew Schneider           | Mike Sikowitz                   | 29. září 2021      |
| 188          | 3         | Riptide Waters                                     | Jason Blount            | Peter Dirksen a Jonathan Howard | 6. října 2021      |
| 189          | 4         | The William Penn Years                             | Jason Blount            | Aaron Kaczander                 | 13. října 2021     |
| 190          | 5         | An Itch Like No Other                              | Christine Lakin         | David Guarascio                 | 20. října 2021     |
| 191          | 6         | The Hunt for the Great Albino Pumpkin              | Christine Lakin         | Elizabeth Beckwith              | 27. října 2021     |
| 192          | 7         | The Hunt for the Great Albino Pumpkin              | Jay Chandrasekhar       | Mike Sikowitz                   | 3. listopadu 2021  |
| 193          | 8         | A Light Thanksgiving Nosh                          | Nicole Treston Abranian | Peter Dirksen a Jonathan Howard | 17. listopadu 2021 |
| 194          | 9         | Tennis People (FKA I Got In/Tennis Club)           | Jay Chandrasekhar       | Chris Bishop a Alex Barnow      | 1. prosince 2021   |
| 195          | 10        | You Only Die Once, or Twice, but Never Three Times | Nicole Treston Abranian | Vicky Castro                    | 5. ledna 2022      |
| 196          | 11        | Hip-Shaking and Booty-Quaking                      | Christine Lakin         | Aaron Kaczander                 | 12. ledna 2022     |
| 197          | 12        | The Kissing Bandits                                | Christine Lakin         | Elizabeth Beckwith              | 19. ledna 2022     |
| 198          | 13        | A Peck of Familial Love                            | Princess Monique        | Andrew Secunda                  | 2. února 2022      |
| 199          | 14        | The Steve Weekend                                  | Vern Davidson           | Vicky Castro                    | 23. února 2022     |
| 200          | 15        | The Wedding                                        | Matt Mira               | Chris Bishop a Alex Barnow      | 2. března 2022     |
| 201          | 16        | The Downtown Boys                                  | Matt Mira               | Erik Weiner                     | 16. března 2022    |
| 202          | 17        | The Strangest Affair of All Time                   | Lew Schneider           | Carly Garber a Aleah Welsh      | 23. března 2022    |
| 203          | 18        | School-ercise                                      | Lew Schneider           | Chris Bishop a Alex Barnow      | 13. dubna 2022     |
| 204          | 19        | Grand Theft Scooter                                | Nicole Treston Abranian | David Guarascio                 | 20. dubna 2022     |
| 205          | 20        | Sunday Chow-Fun Day                                | Nicole Treston Abranian | Mike Sikowitz                   | 4. května 2022     |
| 206          | 21        | One Exquisite Evening With Madonna                 | Lew Schneider           | Alex Barnow a Chris Bishop      | 11. května 2022    |
| 207          | 22        | Adam Graduates!                                    | Lew Schneider           | Alex Barnow a Chris Bishop      | 18. května 2022    |

### Desátá řada (2022–2023)
| Č. v seriálu | Č. v řadě | Původní název              | Režie                   | Scénář                          | Premiéra v USA     |
| ------------ | --------- | -------------------------- | ----------------------- | ------------------------------- | ------------------ |
| 208          | 1         | If You Build It            | Lew Schneider           | Elizabeth Beckwith              | 21. září 2022      |
| 209          | 2         | That's a Schwartz Man      | Lew Schneider           | David Guarascio                 | 28. září 2022      |
| 210          | 3         | Jenkintown After Dark      | David Katzenberg        | Mike Sikowitz                   | 5. října 2022      |
| 211          | 4         | Man of the House           | David Katzenberg        | Vanessa McCarthy                | 12. října 2022     |
| 212          | 5         | Uncle-ing                  | Jason Blount            | Mike Sikowitz                   | 19. října 2022     |
| 213          | 6         | DKNY                       | Jason Blount            | Elizabeth Beckwith              | 26. října 2022     |
| 214          | 7         | Rhinestones and Roses      | Princess Monique        | David Guarascio                 | 2. listopadu 2022  |
| 215          | 8         | Another Turkey in the Trot | Princess Monique        | Alex Barnow a Chris Bishop      | 16. listopadu 2022 |
| 216          | 9         | Million Dollar Reward      | Lew Schneider           | Mike Sikowitz                   | 30. listopadu 2022 |
| 217          | 10        | Worst Grinch Ever          | Lew Schneider           | Vanessa McCarthy                | 7. prosince 2022   |
| 218          | 11        | Blade Runner: The Musical  | Princess Monique        | Erik Weiner                     | 11. ledna 2023     |
| 219          | 12        | Amadoofus                  | Princess Monique        | David Guarascio                 | 18. ledna 2023     |
| 220          | 13        | Moms Need Other Moms       | Nicole Treston Abranian | Aaron Kaczander                 | 15. února 2023     |
| 221          | 14        | Two-Timing Goldbergs       | Nicole Treston Abranian | Andrew Secunda                  | 22. února 2023     |
| 222          | 15        | The Crush                  | Christine Lakin         | Alison Wong                     | 1. března 2023     |
| 223          | 16        | The Better Annie           | Christine Lakin         | Elizabeth Beckwith              | 8. března 2023     |
| 224          | 17        | A Flyer's Path to Victory  | Lea Thompson            | Vanessa McCarthy                | 15. března 2023    |
| 225          | 18        | Love Shack                 | Lea Thompson            | Andrew Secunda                  | 5. dubna 2023      |
| 226          | 19        | Flowers for Barry          | Melissa Kosar           | David Guarascio                 | 12. dubna 2023     |
| 227          | 20        | Uptown Boy                 | Lew Schneider           | Peter Dirksen a Jonathan Howard | 19. dubna 2023     |
| 228          | 21        | Push It                    | Lew Schneider           | Chris Bishop a Alex Barnow      | 26. dubna 2023     |
| 229          | 22        | Bev to the Future          | Melissa Kosar           | Mike Sikowitz                   | 3. května 2023     |